# Darzab (huyện)
Darzab là một huyện thuộc tỉnh Jowzjan, Afghanistan. Dân số thời điểm năm 1999 là 59,024 người.